# Resistance: Fall of Man
Resistance: Fall of Man, cunoscut când era în producție și ca I-8, este un joc video first-person shooter produs de Insomniac Games, cunoscuți pentru Spyro the Dragon și Ratchet & Clank. Jocul îl are ca personaj principal pe Nathan Hale, un membru al rezistenței, care încearcă să izgonească o invazie extraterestră din Anglia. Jocul are loc după Al doilea război mondial, iar unele aspecte cum ar fi arsenalul jucătorului sunt din această perioadă. De fapt, în acest joc, Al doilea razboi mondial nu a avut loc. Povestea începe în anul 1949 când Chimera (extratereștrii), după 20 de ani au ocupat Rusia, originea lor fiind în meteoritul de la Tunguska, au pornit un atac prin care au cucerit Europa și Regatul Unit în doar câteva săptămâni. Nathan reușește să alunge Chimera din Marea Britanie.